# المرسیتی، واشینگتن
المرسیتی (به انگلیسی: Elmer City) یک منطقهٔ مسکونی در ایالات متحده آمریکا است که در شهرستان اوکانوگان، واشینگتن واقع شده‌است. المرسیتی ۰٫۷۰ کیلومتر مربع مساحت و ۲۳۸ نفر جمعیت دارد و ۳۳۴ متر بالاتر از سطح دریا واقع شده‌است.